# Walter Short
Walter Campbell Short (Alton, Illinois, 1880. március 30. – Dallas, Texas, 1949. március 9.) az amerikai hadsereg tábornoka volt a második világháború idején. 1941. december 7-én, a Pearl Harbor elleni japán támadáskor Short felelt Hawaii szárazföldi és légi védelméért.

## Korai karrierje
Walter Short 1880. március 30-án az Illinois állambeli Fillmore-ban született. Az Illinoisi Egyetem elvégzése után, 1901-től – hadnagyként szolgált az amerikai hadseregben. 1941 februárjában nevezték ki a Hawaii-n állomásozó amerikai földi csapatok parancsnokává.

## Pearl Harbor és utána
Napjainkban már elfogadott nézetté vált, hogy Shortnak a támadást megelőző hónapokban nem álltak rendelkezésére megfelelő információk arról, hogy milyen mértékben romlott az USA és Japán kapcsolata. Emellett nem volt hozzáférése azokhoz a kritikus fontosságú hírszerzési információkhoz, amelyekhez a feletteseinek igen. Shortot, és a haditengerészeti parancsnokot, Husband Kimmel ellentengernagyot leváltották. Esetük napjainkban már a feletteseik hibáiért felelőssé tett, ártatlan bűnbakok példája.
1941. december 17-én Short tábornokot a támadás következményeként felmentették a pearl harbori parancsnoki posztjából. Owen J. Roberts amerikai legfelsőbb bíró, egy kapkodva összeszedett, azóta Roberts-bizottságként ismert szervezet élén vizsgálatot indított a támadásról. Short tábornokot és Kimmel ellentengernagyot azzal vádolták, hogy a támadás felkészületlenül érte őket, és szolgálatszegésért vádat emeltek ellenük. A Roberts-bizottság sokban különbözött egy általános hadbíróságtól: nem adott lehetőséget eskü alatti vallomásra, a mindenkit megillető igazságszolgáltatás menetére, a vádlottak védelmében nem szólalhattak fel tanúk, és a védelem nem tehetett fel keresztkérdéseket a többi tanúnak. William Harrison Standley tengernagy, a bizottság egyik tagja, később elhatárolódott a bizottság eredményeitől, mondván „abból a két tisztből mártírt csináltak”, és „ha az egész ügyből bírósági tárgyalás lett volna, akkor mindkettőt felmentették volna az ellenük felhozott vádak alól”.
A Short tábornok elleni fő vád abból állt, hogy azt adta parancsba, állítsák a vadászgépeket nagyon közel egymáshoz. Így sokkal könnyebb volt a japánoknak ezeket lebombázni. Ez a kritika azonban figyelmen kívül hagyta, hogy a gépeket pontosan a japán szabotázs megnehezítése miatt állították közel egymáshoz – akkoriban Pearl Harborban csak a szabotázs volt az egyetlen valós japán fenyegetés. Egy másik vádpont szerint Short és Kimmel nem vettek komolyan egy korábbi háborús figyelmeztetést, és nem képzelték el egy Pearl Harbor elleni légitámadás lehetőségét. A kérdéses figyelmeztetés azonban a Távol-Kelet fenyegetettségével foglalkozott, és valójában az amerikai hadvezetést sokkal inkább MacArthur fülöp-szigeteki fenyegetettsége, valamint az 5-7000 kilométerre található holland és brit gyarmatok elleni támadások foglalkoztatták.

## Később
Short tábornokot a bizottság ajánlására lefokozták. Ezt követően Short altábornagyi rangban 1942-ben kilépett a hadsereg kötelékéből és egy Ford gyárban helyezkedett el. 1949-ben halt meg Dallasban.
1999. május 25-én az amerikai szenátus határozatában mentette fel Kimmelt és Shortot. „Nem álltak a rendelkezésükre azok a hírszerzési információk, amelyek Washington számára igen”, emlékezett William Roth szenátor, és megjegyezte, hogy a két tisztből a Pentagon bűnbakot csinált. Storm Thurmond szenátor szerint Kimmel és Short volt „Pearl Harbor utolsó két áldozata”.